# Philip Nossmy
Philip Nossmy (né le 6 décembre 1982) est un athlète suédois spécialiste du 110 mètres haies. 

## Carrière

### Palmarès
| Année | Compétition                       | Lieu              | Résultat | Épreuve     | Performance |
| ----- | --------------------------------- | ----------------- | -------- | ----------- | ----------- |
| 2000  | Championnats du monde juniors     | Santiago du Chili | 5e       | 110 m haies | 13 s 92     |
| 2001  | Championnats d’Europe juniors     | Grosseto          | 1er      | 110 m haies | 13 s 81     |
| 2003  | Championnats d’Europe espoirs     | Bydgoszcz         | 2e       | 110 m haies | 13 s 50     |
| 2005  | Championnats d’Europe en salle    | Madrid            | 4e       | 60 m haies  | 7 s 65      |
| 2011  | Championnats d’Europe par équipes | Stockholm         | 5e       | 110 m haies | 13 s 73     |
| 2012  | Championnats d’Europe             | Helsinki          | 7e       | 110 m haies | 13 s 59     |

### Records
| Épreuve          | Performance | Lieu      | Date            |
| ---------------- | ----------- | --------- | --------------- |
| 110 mètres haies | 13 s 50     | Bydgoszcz | 20 juillet 2003 |

| Épreuve         | Performance | Lieu            | Date                       |
| --------------- | ----------- | --------------- | -------------------------- |
| 60 mètres haies | 7 s 63      | Göteborg Madrid | 3 février 2005 5 mars 2005 |